# Arnstadt
Arnstadt – miasto powiatowe w Niemczech, w kraju związkowym Turyngia, siedziba powiatu Ilm, leży w dolinie rzeki Gery.
Do 30 grudnia 2012 miasto pełniło funkcję „gminy realizującej” (niem. „erfüllende Gemeinde”) dla gminy Wachsenburggemeinde, która dzień później została rozwiązana. Do 31 grudnia 2018 miasto pełniło również taką funkcję dla gminy Wipfratal, która dzień później została przyłączona do miasta i stała się jego dzielnicą.

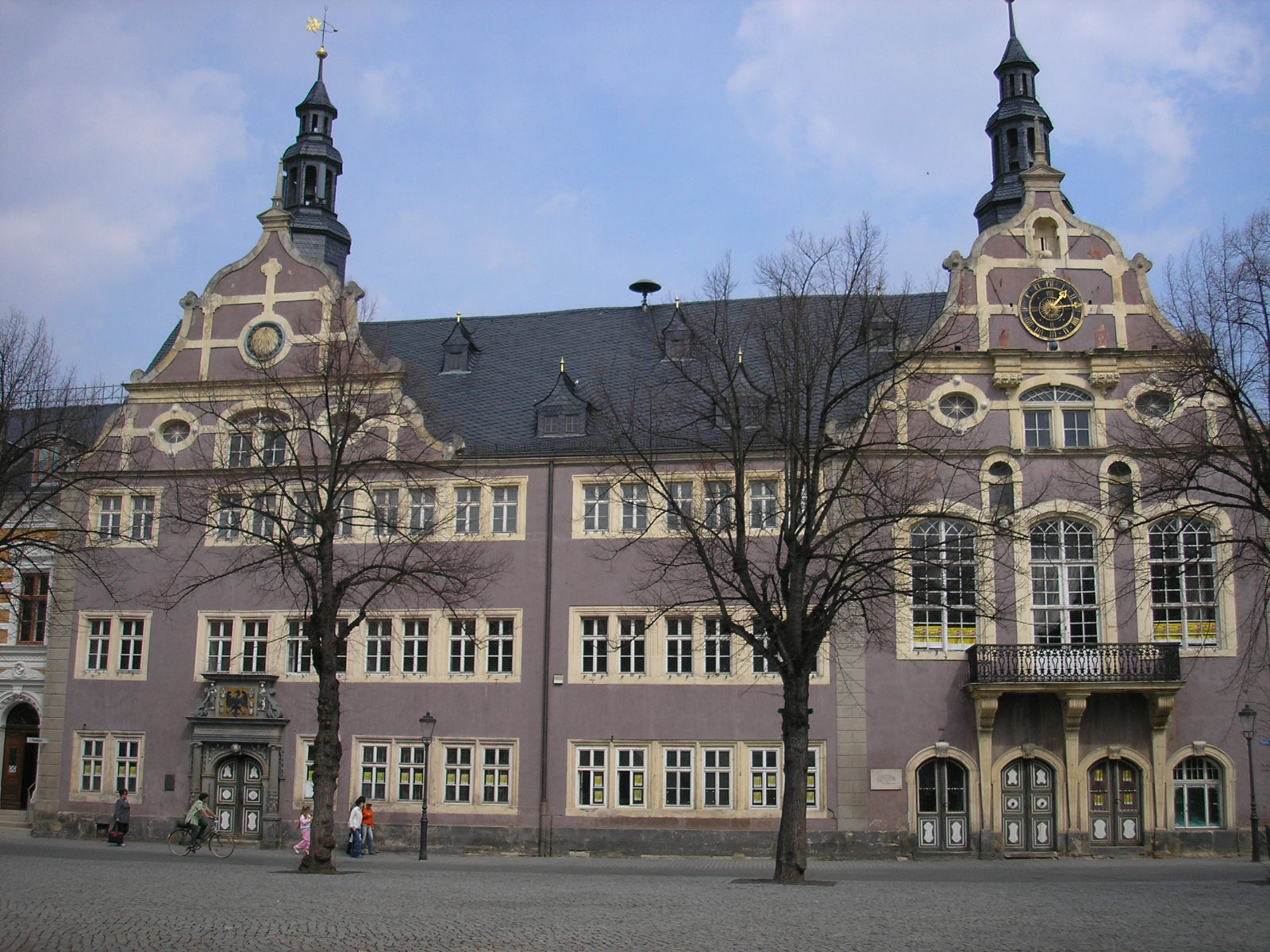
Ratusz w Arnstadt

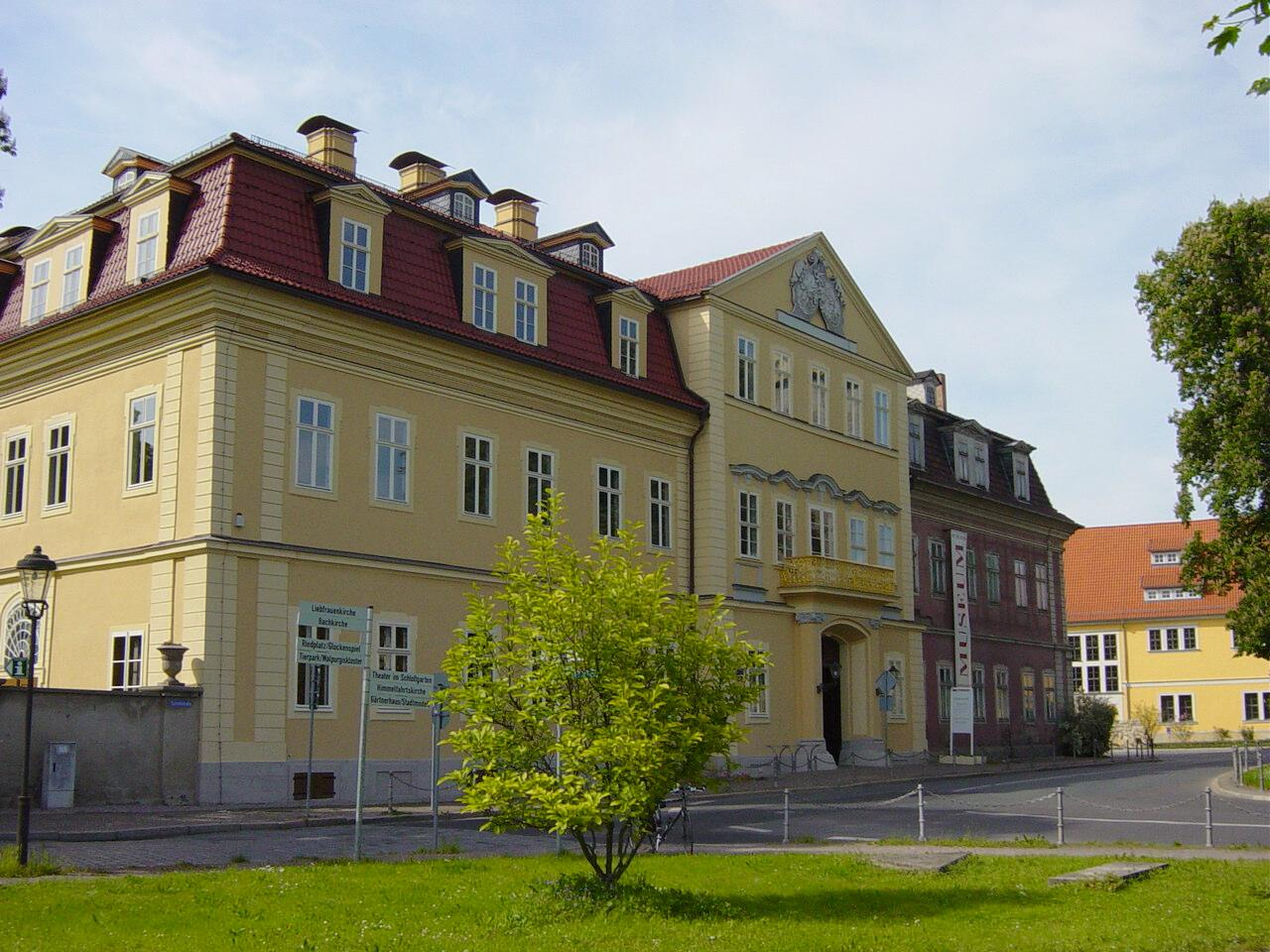
Muzeum w Arnstadt

## Historia
Pierwsza wzmianka historyczna o miejscowości Arnestati pochodzi z roku 704; prawa miejskie zostały nadane w roku 1266. Miasto wzbogacało się dzięki młynom, garbarniom i handlowi przede wszystkim winem, drewnem, wełną, zbożem i warzywami. Udało się również zachować daleko idącą niezależność polityczną.

## Gospodarka
Arnstadt to głównie ośrodek turystyczny. W mieście występuje również przemysł elektrotechniczny, maszynowy oraz skórzany.

## Zabytki
- kościół romańsko-gotycki z XIII wieku
- renesansowy ratusz z XVI wieku

## Współpraca
Miejscowości partnerskie:
- Dubí, Czechy
- Gurk, Austria
- Kassel, Hesja
- Le Bouscat, Francja